# Jimmy Cliff
Jimmy Cliff   (Saint James i West Kingston, 30 de juliol de 1944) és un músic de ska, rocksteady, reggae i soul jamaicà, multiinstrumentista, cantant i actor.

## Trajectòria
Cliff és conegut pel gran públic per cançons com «Many Rivers to Cross», «You Can Get It If You Really Want», «The Harder They Come», «Reggae Night» i «Hakuna Matata», i per les seves versions de «Wild World» de Cat Stevens i «I Can See Clearly Now» de Johnny Nash de la pel·lícula Cool runnings. Va protagonitzar la pel·lícula The harder they come, que va ajudar a popularitzar el reggae arreu del món, i Club Paradís. Cliff va ser un dels cinc intèrprets incorporats al Rock and Roll Hall of Fame el 2010.
Cliff també apareix al documental de 2011 Reggae Got Soul: The Story of Toots and the Maytals, produït per la BBC. El mateix any, Cliff va treballar amb el productor Tim Armstrong, cantant de Rancid, a l'EP The Sacred Fire i a l'àlbum de llarga durada Rebirth, que va guanyar un premi Grammy al millor àlbum de reggae. L'agost de 2022 Cliff va publicar l'àlbum Refugees.
Cliff va ser membre del moviment rastafari abans de convertir-se a l'islam des del cristianisme. Actualment es descriu a si mateix amb una «visió universal de la vida», i no s'alinea amb cap moviment o religió en particular, afirmant que «ara crec en la ciència». Està casat i té una filla, Lilty Cliff, i un fill, Aken Cliff. També és el pare de l'actriu i cantant Nabiyah Be.

## Discografia
- Hard Road to Travel (1967)
- Jimmy Cliff in Brazil (1968)
- Jimmy Cliff (diciembre de 1969)
- Another Cycle (1971)
- Unlimited (agosto de 1973)
- The Harder They Come (banda sonora) (1973)
- Struggling Man (1974)
- House of Exile (1974)
- Brave Warrior (1975)
- Follow My Mind (1975)
- In Concert: The Best of Jimmy Cliff (1976)
- Give Thanx (1978)
- I Am The Living (1980)
- Give the People What They Want (1981)
- Special (julio de 1982)
- The Power and the Glory (1983)
- Cliff Hanger (1985)
- Club Paradise (1986)
- Hanging Fire (1988)
- Images (1989)
- Save Our Planet Earth (1990)
- Breakout (1992)
- Higher and Higher (1996)
- Humanitarian (1999)
- Fantastic Plastic People (2002)
- Black Magic (2004)
- Sacred Fire (EP, 2011)
- Rebirth (2012)[17]
- Refugees (2022)[18]